# Redemption (2004)
Redemption is een Amerikaanse biografische televisiefilm over het leven van Stan 'Tookie' Williams. Zowel de film zelf als hoofdrolspeler Jamie Foxx wonnen hiervoor een Golden Satellite Award. Foxx werd voor zijn vertolking van het hoofdpersonage tevens genomineerd voor onder meer een Golden Globe en een Independent Spirit Award.

## Verhaal
Stan 'Tookie' Williams is een gangster die de Crips opricht. Onder zijn leiding groeit deze bende uit tot de grootste en gewelddadigste gang van Amerika. Zijn leven staat in het teken van bende-oorlogen, drugs en moord. Hij wordt veroordeeld en komt terecht in de dodencel van de San Quentin gevangenis. De eens zo zware crimineel bekeert zich en wil op een bijzondere manier een bijdrage leveren aan de maatschappij. Hij begint met het schrijven van kinderboeken die de gevaren van het gangleven beschrijven. Williams wordt hierdoor genomineerd voor de Nobelprijs voor de Vrede.

## Rolverdeling
- Jamie Foxx - Stan 'Tookie' Williams
- Lynn Whitfield - Barbara Becnel
- Lee Thompson Young - Charles Becnel
- Brenden Jefferson - Jonge Stan Williams
- Brenda Bazinet - Barbara's Agent
- Wes Williams - Tony Bogard
- Greg Ellwand - Gevangenis Chef
- CCH Pounder - Winnie Mandela
- Barbara Barnes-Hopkins - Mw. Williams
- Tom Barnett - Jim Kates
- Karl Campbell - Deuce-Five
- Joseph Pierre - 17 jr. oude Ray Washington
- Vibert Cobham - Buddha
- David Fraser - Strange Man
- Kahmaara Armatrading - Stan Williams (9-12)
- Marcus Johnson - Monroe Kid
- Garfield Williams - Envoy
- Aaron Meeks - Banger #1
- Donovan Palma - Banger #2
- Philip Craig - Warden Gomez
- Rosemary Dunsmore - Warden Woodford
- Shane Daly - Associate Warden Scanlon
- Calvin Green - Balfour Armstrong
- Alison MacLeod - Mrs. Moore
- Hadley Sandiford - Ancient Man
- Scott Wickware - Security Detective
- John Bayliss - Robert Lee Morgan
- Barbara Gordon - Mrs. Morgan
- Laura DeCarteret - Morgan Spokesperson
- Reg Dreger - Rosen Executive
- Derek Keurvorst - Professor Keach
- Dan Duran - Campus Reporter
- Liz West - Publisher #3
- J.C. Kenny - TV Reporter #1
- Tim Gammon - TV Reporter #2
- Stefanie Samuels - Female Guard
- Arnold Pinnock - Guard #1
- Ted Ludzik - Guard #2
- Jean Daigle - Guard #3
- Martin Roach - Guard Morales
- Stephen Lee Wright - Visiting Room Guard
- Tommy Chang - Junior Guard